# Filterpapier

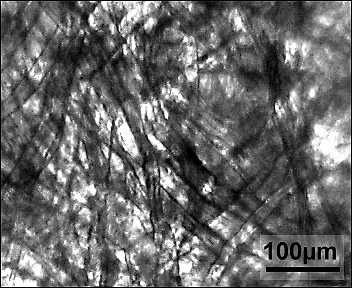
Mikrofoto eines Papier-Kaffeefilters. Die Cellulose-Fasern sind deutlich zu erkennen. Porenweite des ungeleimten Papiers um 5 µm.

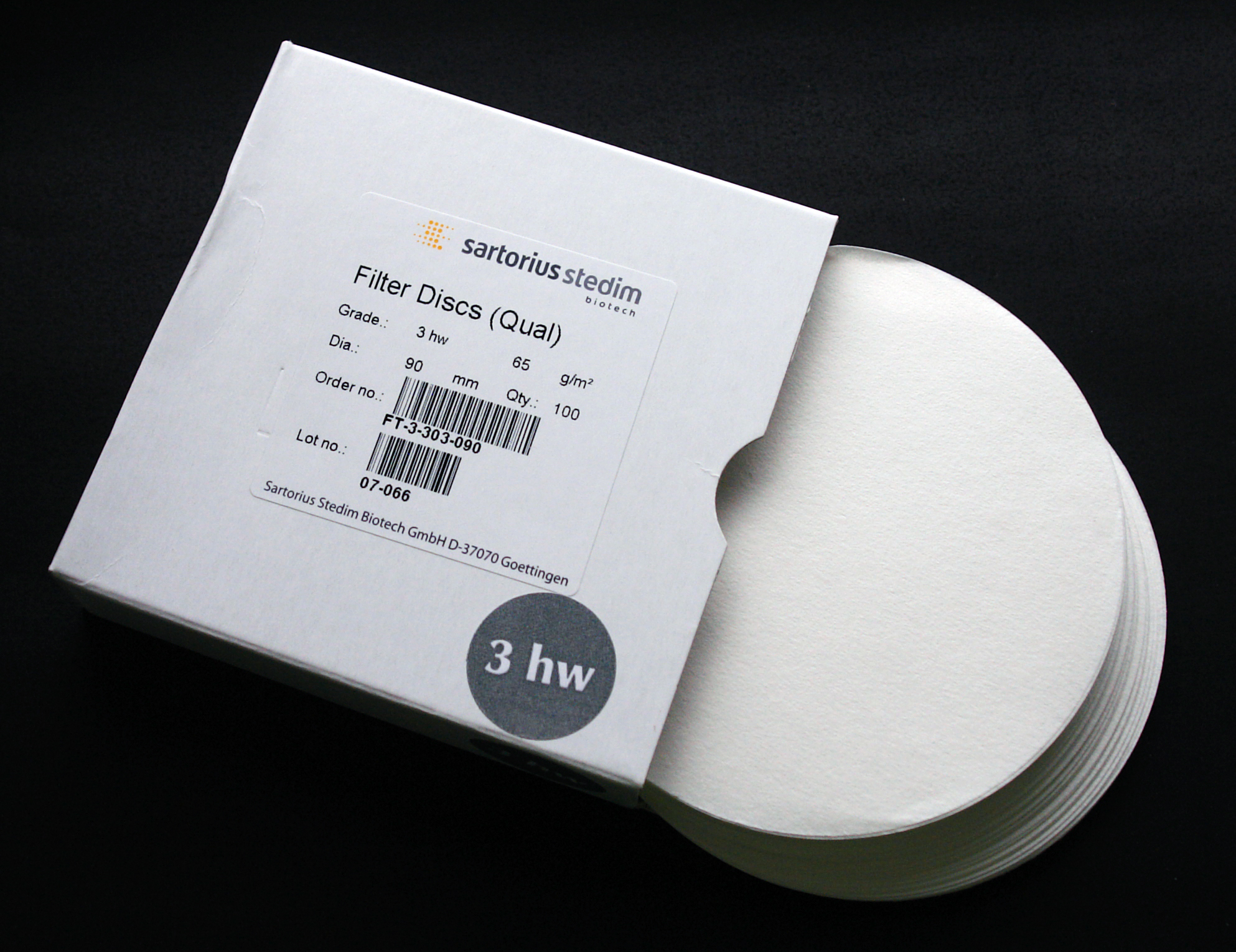
Handelsübliche Rundfilter für den Laborbedarf

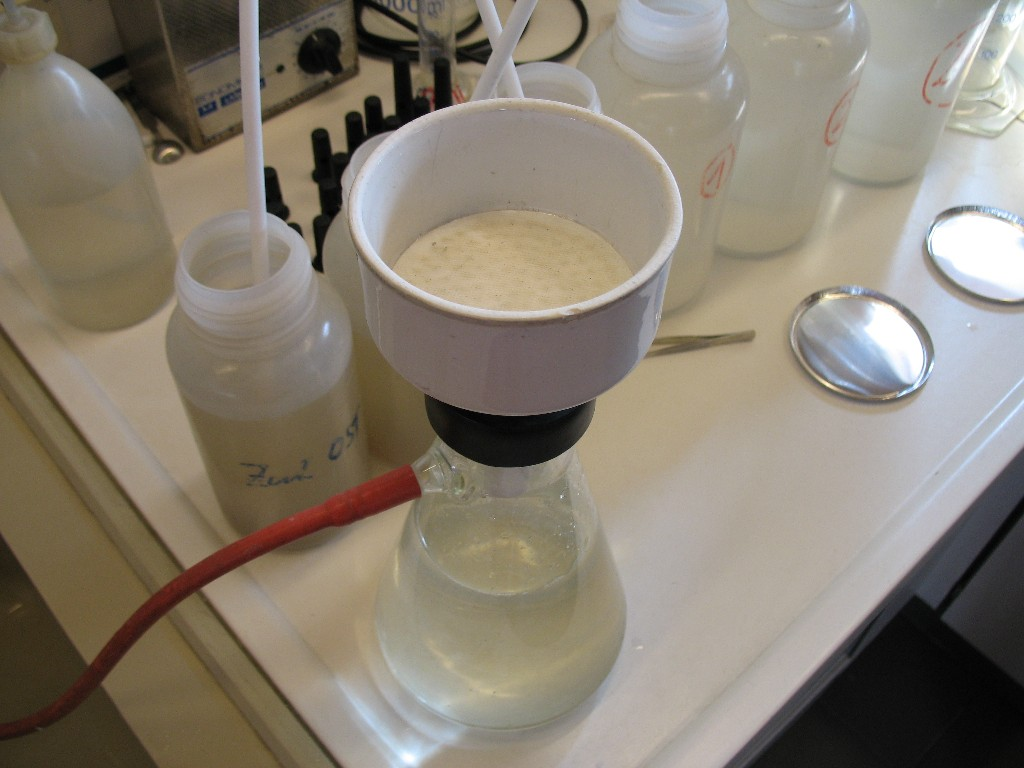
… im Einsatz in einer Nutsche

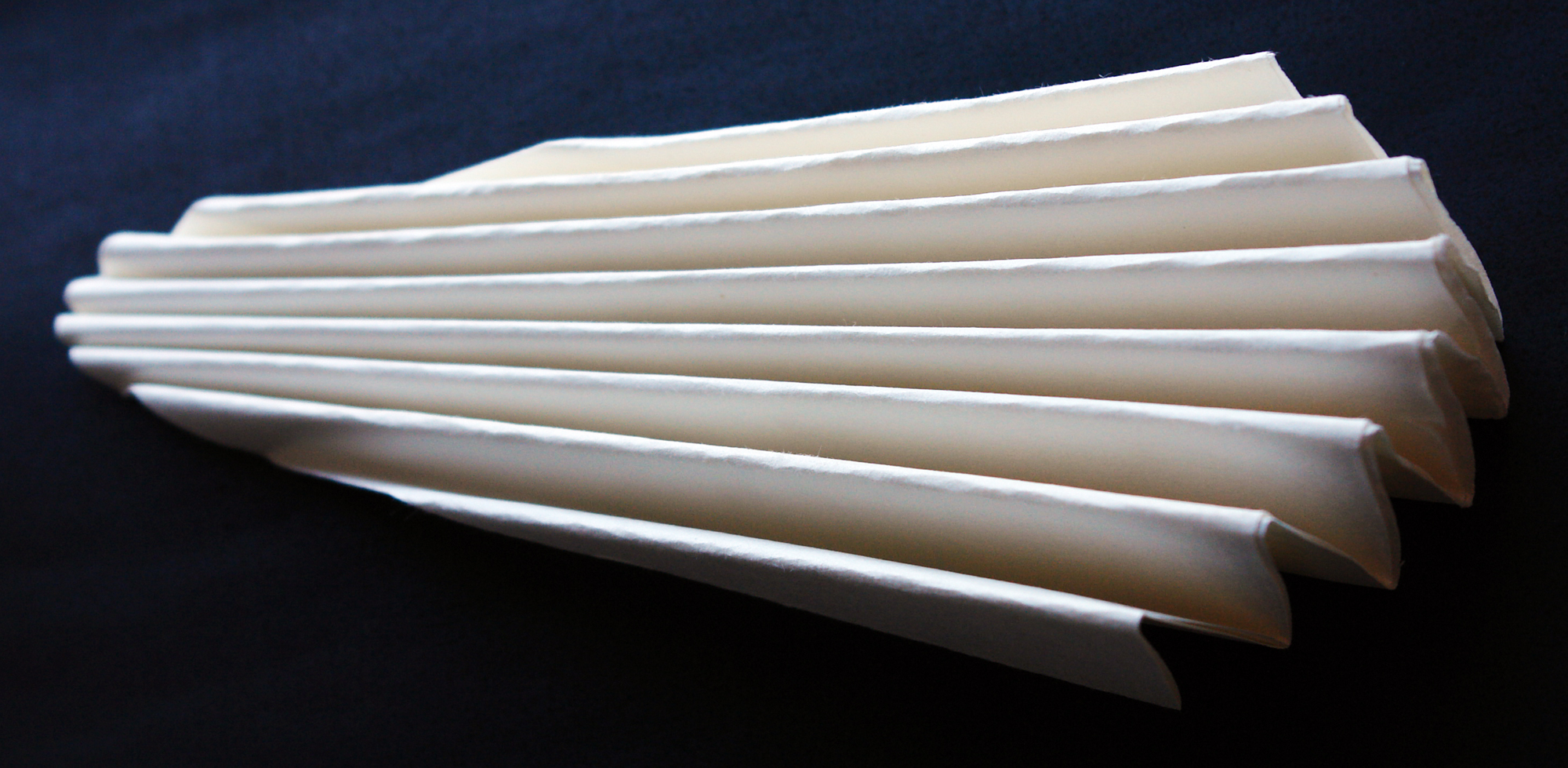
Faltenfilter gefaltet

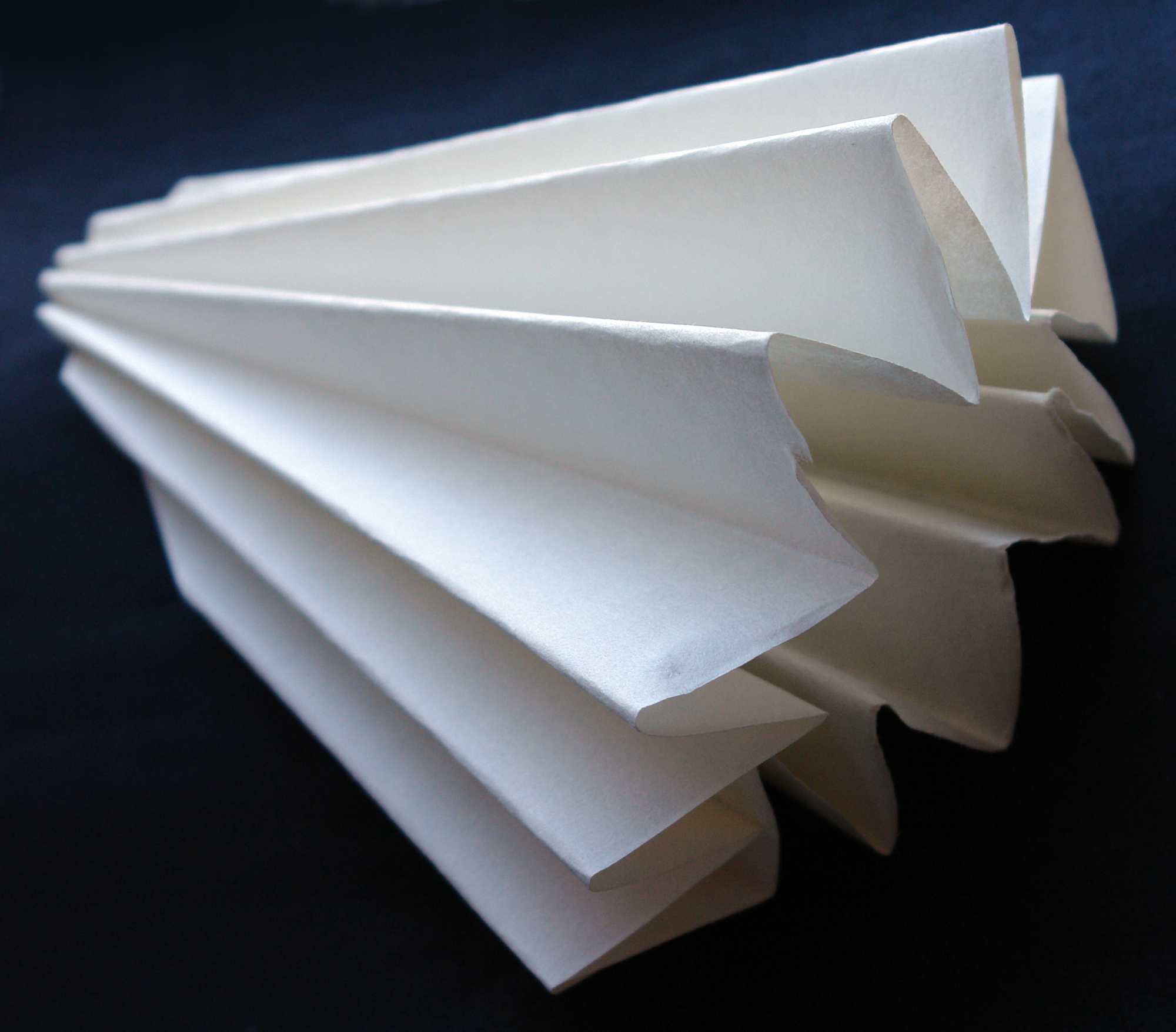
Faltenfilter geöffnet

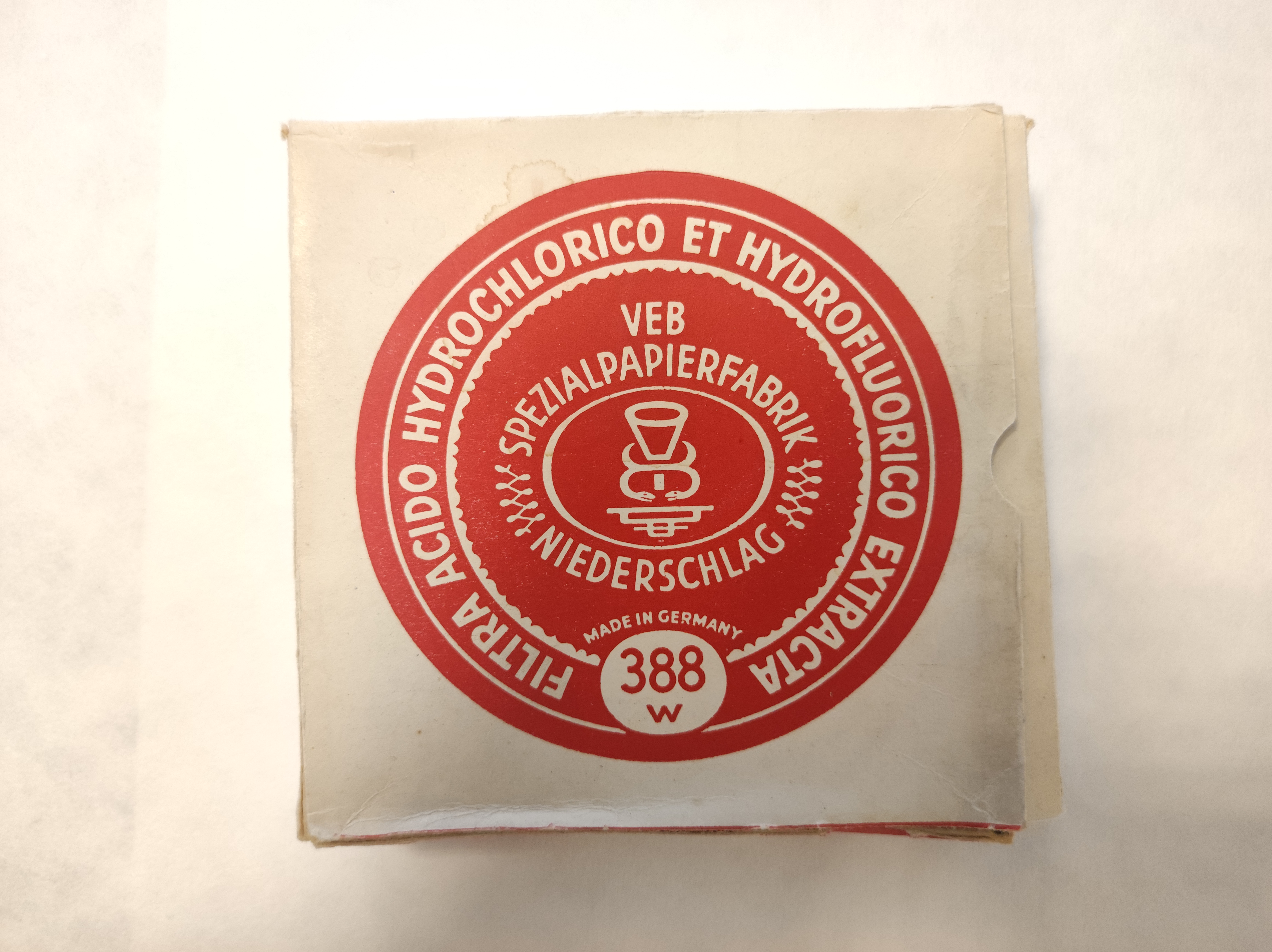
Filterpapier der Filterpapierfabrik Niederschlag

Filterpapier und Filter aus papierähnlichen Materialien werden in vielen Bereichen eingesetzt, um Feststoffe aus Flüssigkeiten oder Gasen abzuscheiden; physikalisch gesehen, um eine feste Phase von einer wässrigen oder gasförmigen zu trennen. 

## Anwendungsgebiete
Im Haushalt
- Trennung fest/flüssig: Teebeutel aus Teebeutelpapier, Filtertüte als Kaffeefilter
- Trennung fest/gasförmig: Staubsaugerbeutel

In Kraftfahrzeugen
- Trennung fest/flüssig: Ölfilter, Kraftstofffilter
- Trennung fest/gasförmig: Luftfilter, Pollenfilter

In chemischen und biologischen Laboren 
- Trennung fest/flüssig: zahlreiche Anwendungen mit speziellen Filterpapieren (siehe nächster Abschnitt)

## Einsatz im Chemielabor
Im chemischen Labor ist Filterpapier wichtig beim präparativen und analytischen Arbeiten. Für die verschiedenen Verwendungszwecke wurden Papiere mit unterschiedlichen Porengrößen entwickelt:

### Filterformen und Porengrößen
Filterpapiere werden für die verschiedenen Trichterformen als flache Rundfilter oder als vorgefaltete Faltenfilter ausgeführt. 
Je nach Anwendung werden Papiere mit unterschiedlichen Porengrößen eingesetzt, die durch Farbcodes gekennzeichnet sind:
- Schwarzbandfilter dienen für grobe Niederschläge (schnelle Filtration)
- Weißbandfilter dienen für feinere Niederschläge (mittelschnelle Filtration)
- Blaubandfilter dienen für sehr feine Niederschläge (langsame Filtration)

### Aschefreies Filterpapier
Aschefreie Filter verglühen beim Trocknen und Veraschen eines abgefilterten Niederschlags praktisch rückstandsfrei und beeinflussen somit bei gravimetrischen analytischen Arbeiten das Probengewicht nicht, wie es bei gewöhnlichen Filtern der Fall ist.

## Einsatz im Biologielabor
Hier werden Rundfilter verwendet, jedoch nicht zum Filtrieren, sondern zum Feuchthalten z. B. von klein geschnittenen Pflanzenteilen bei präparativen Arbeiten. In aller Regel werden dafür Rundfilter entsprechender Größe in Petrischalen platziert.